# Bero elegans
Bero elegans és una espècie de peix pertanyent a la família dels còtids.
Fa 20 cm de llargària màxima. És un peix marí, demersal i de clima temperat que viu entre 0-40 m de fondària.
Es troba al Pacífic nord-occidental: el nord del Japó, Sakhalín i el Golf de Pere el Gran.
És inofensiu per als humans.